# Rudolf Fåhræus
Gustaf Rudolf Fåhræus, född 25 juni 1865 i Stockholm, död där 11 februari 1950, var en svensk skolman och historiker.
Fåhræus blev filosofie doktor vid Uppsala universitet 1891, adjunkt vid Högre latinläroverket å Norrmalm 1900, lektor vid Högre lärarinneseminariet i Stockholm 1904, där han samma år blev rektor, en tjänst han innehade fram till 1930, med undantag för åren 1909–1914, då han var läroverksråd. År 1918 var Fåhræus medlem av Skolkommissionen, och var 1920–1923 dess ordförande. År 1941 promoverades han till jubeldoktor inom filosofiska fakulteten. Bland hans skrifter märks Om förändringen af Sveriges allianssystem åren 1680-1682 (1891), Karl XI och Karl XII (i Sveriges historia till våra dagar, 1921), Läroverksreformernas historia i Sverige sedan förra århundradets början (1922), Magnus Gabriel De la Gardie (1936) och Högre lärarinneseminariets historia (1943).
Bland Fåhræus elever märks bland andra sedermera borgarrådet Yngve Larsson.
Rudolf Fåhræus var son till Fredrik Edvard Fåhræus, bror till Fredrik Fåhræus och far till Rolf Fåhræus. Han är begraven på Norra begravningsplatsen utanför Stockholm.

### Fotnoter
1. 1 2 3 4 5  G Rudolf Fåhræus, Svenskt biografiskt lexikon, Svenskt Biografiskt Lexikon-ID: 14606, läs online.[källa från Wikidata]
2. ↑  Fåhraeus, GUSTAF RUDOLF, Svenskagravar.se, läs online, läst: 4 april 2017.[källa från Wikidata]
3. ↑  Gravstensinventeringen, Sveriges Släktforskarförbund, Gravstensinventeringen: 349913?pid=10, läst: 2 november 2024.[källa från Wikidata]
4. ↑  Döda 1943–1956 i Vem är det 1957
5. ↑  Larsson, Yngve (1977). Mitt liv i Stadshuset – Första delen: Från fåvälde till demokratisk ordning (1900–1954). Stockholm: Stockholms kommunalförvaltning. sid. 63. Libris 7751621. ISBN 91-85676-00-4 (Digital version, s. 1–342)
6. ↑  SvenskaGravar